# Evelyn Schmidt
Evelyn Schmidt, née le 20 juin 1949 à Görlitz, est une réalisatrice est-allemande.

## Filmographie non exhaustive
- 1976 : Lasset die Kindlein… (de) (téléfilm)
- 1980 : Seitensprung (de)
- 1982 : Das Fahrrad
- 1988 : Felix und der Wolf (de)